# 細井優
細井 優（ほそい まさる、1954年 - ）は、東京臨海熱供給株式会社（臨海副都心の熱供給を目的とした会社）の代表取締役社長を経て、株式会社東京テレポートセンター代表取締役社長。元・東京都職員（東京都スポーツ振興局局長）。瑞宝小綬章受章。

## 来歴
東京都足立区生まれ。1976年に東京都庁入庁。老人医療センター事務局長、知事本局政策担
当部長、オリンピック招致本部企画部長、知事本局継承調整部長。
退職直前まではスポーツの要職に就いた。2007年、石原慎太郎直轄の都知事部局に設けられた生活文化スポーツ局スポーツ振興部の初代部長に就任。2016東京オリンピック・パラリンピック招致本部の企画部長を経て、2010年7月新設のスポーツ振興局 に移り、後に次長、局長 となった。2012年の「Cheer!NIPPON」副実行委員長や、東京2020オリンピック・パラリンピック招致委員会では理事および評議会委員も務めた。
2013年12月31日付で都を退職（9月に2020年オリンピックが東京に決まった）。東京臨海熱供給の代表取締役社長に就任した（前任は大原正行）。退任後、東京テレポートセンター代表取締役社長に就任。2019年東京臨海ホールディングス代表取締役社長。2020年東京都弘済会理事長。

## 栄典
- 2025年4月 春の叙勲で地方自治功労により瑞宝小綬章を受章[13]